# Jeannot Ekwalla
Jeannot Ekwalla est un compositeur, parolier et pianiste camerounais.

## Biographie

### Enfance, éducation et débuts
Jeannot Ekwalla, de son nom complet Jean Daniel Ekwalla Ekwalla Eyobe est né en 1950 à Nkongsamba. Il s’immerge dans l'univers de la musique dès son plus jeune âge et est captivé par le piano dès l'enfance. Il passe son temps sur l’harmonium de son père, Stéphane Ekwalla, ancien sous-préfet, lui aussi passionné de musique et maître de chorale. Affecté à Bafoussam, il emmène son fils où Jeannot Ekwalla commence dans les cabarets. Il grandit dans une famille avec au moins un frère.
Il entame sa formation aux côtés de Johnny Tezano, et au Nigeria, il côtoie Fela Kuti, avec qui il joue. Il se lie aussi avec Tom Yom’s et Lapiro de Mbanga.
Se remémorant cette époque, il confie : 

« Je suis le vice-chef d’orchestre. Fela Ramson voit mes efforts pour suivre son exemple et il est content.  »

### Carrière
Jeannot Ekwala, « Maestro », est sans doute l’un des plus grands auteurs-compositeurs de l’histoire de la musique camerounaise. Il a des centaines de compositions à son actif, il écrit pour nombre d’artistes. Il est un parolier soit reconnu, sa voix ne le prédestine pas à une carrière de chanteur.
Après avoir voyagé et multiplié les expériences musicales, Jeannot retourne dans les années 1980 au sein de sa famille, où son père lui trouve un poste d’aide-comptable à l’Asecna. Après une restructuration à l’Asecna, Ekwalla perd son emploi, il se consacre entièrement à sa passion. Vite, il s’impose comme un maître incontesté du piano et du synthétiseur, sillonnant les cabarets et les villes du Cameroun, y compris le nord du pays. Il devient également le pionnier du concept de piano-bar au Cameroun.
Le premier opuscule en son nom, « Dibié na sontane » sort en 1995 et connaît un grand succès. Cependant, Jeannot Ekwalla préfère l'ombre à la lumière des projecteurs. Il préfère mettre ses talents de compositeur au service des voix talentueuses.  Il est aussi propriétaire d’un cabaret "La Dominante" à Deido, Il y invite régulièrement des artistes à se produire, lui-même se tenant au piano.
Il compose pour de nombreuses figures de la musique camerounaise, telles Bébé Manga, Henri Njoh, Pierre de Moussy, Cathy Ewandé. Parmi ses nombreuses compositions à succès, on trouve des titres comme « Malea Ma muto » et « Les Mêmes idées » de Marthe Zambo, « Lambo na lambo » de Pierre de Moussy, « Pardonne-moi » de Sergeo Polo, et « Jemea Longo » de Bébé Manga, qu’il considère comme sa plus belle œuvre.
Parfois oublié par certains artistes pour qui il compose, son nom n’apparaissant pas toujours sur les pochettes de leurs albums. Pour « Biyéy’a Mum’a ngo » chanté par Henri Njoh, où il n’est pas crédité. Ekwalla collabore également avec Richard Bona. Il a écrit une chanson pour la chanteuse Daphnée.
Au sujet de sa vie et de sa carrière consacrée aux autres, il déclare dans sa chanson « Jemea Longo » en s’adressant à Dieu : 

« Tu fais de grandes choses, tu donnes du talent aux musiciens ; des miracles de toutes sortes, en temps de joie comme en temps de peine »

### Vie privée
Jeannot Ekwalla est résident à Deïdo.